# カントリー・ミュージック・テレビジョン
CMT（旧称カントリー・ミュージック・テレビジョン）は、アメリカ合衆国のケーブルテレビ局であり、主にカントリー・ミュージックを中心とした音楽専門チャンネル。CMTはパラマウント・メディア・ネットワークスのひとつで親会社はパラマウント・スカイダンス・コーポレーションである。

## 概要
CMTは1983年3月5日に開局。2006年と2007年はミス・アメリカを放送されたほか、CMTミュージック・アウォーズなどを放送されている。
また、コナミからカラオケレボリューションカントリーミュージック版も発売されていた。
日本では、ディレクTVで1997年12月から2000年9月まで放送されていた。